# Liparus germanus
Liparus germanus es una especie de escarabajo del género Liparus, familia Curculionidae. Fue descrita científicamente por C. Linnaeus en 1758.
Se distribuye por Europa: Alemania, Austria, Francia, Países Bajos, Reino Unido, Suiza, Luxemburgo, Italia, Bélgica, Polonia, Chequia, Croacia y Eslovenia. La especie se mantiene activa durante los meses de enero, marzo, abril, mayo, junio, julio, agosto y septiembre.